# Las Negras
Las Negras es una localidad y pedanía española perteneciente al municipio de Níjar, en la provincia de Almería, comunidad autónoma de Andalucía. Se encuentra situada dentro del parque natural de Cabo de Gata-Níjar, a unos 50 km de la capital provincial, Almería.

## Toponimia
Existen varias hipótesis sobre el origen del nombre de Las Negras. Algunos se basan en una antigua leyenda que sostiene que el pueblo de Las Negras se fundó después de una tragedia en la mar. Marineros de la localidad de San Pedro se hicieron a la mar y nunca más se supo de ellos. Después de esto, las mujeres de los marineros, dedicadas a la agricultura, vieron la necesidad de acercarse al resto de pueblos con el fin de poder subsistir. Crearon este nuevo asentamiento, condicionado el nombre por el color del luto de sus fundadoras. Otros aseguran que el nombre se basa en el color de las rocas que rodean al pueblo. La última versión afirma que el nombre viene a raíz del regalo de dos esclavas que hizo el capitán de un navío que se refugió de una tempestad en el pueblo. La mención más antigua a Las Negras ha sido encontrada en un portulano de 1813.

## Demografía
Tiene 349 habitantes. Debido al turismo y la gran afluencia de población extranjera, de ellos el 47% son españoles, el 24% británico, el 16% italiano, el 7% alemán, el 1% francés y el 5% de otras nacionalidades

## Geografía
Este pueblo cuenta con preciosas playas en sus alrededores, como la Cala de San Pedro. Esta cala nudista cuenta con un manantial que ha hecho de ella un oasis alrededor de las áridas tierras del parque. Son numerosas las visitas a su gruta de barro natural, para darse un tratamiento limpiador, dejando secar al sol la mascarilla aplicada, para luego aclararse en las claras aguas del Mediterráneo.
Éste fue el asentamiento primitivo de Las Negras, dominado por el castillo de vigilancia, en un tiempo, cuartel de la Guardia civil. Los más ancianos cuentan cómo cada día tenían que ir en bote remando o en burro, por los escarpados senderos hasta lo que hoy se conoce como las Negras en busca de víveres o comunicación con el resto del mundo.
Su flora es subtropical. Además cuenta con una pequeña comunidad hippie y okupa que habitan las antiguas casas abandonadas de los primitivos habitantes negrenses (tal su gentilicio) y tiendas de campaña. En todo el parque natural está prohibida la acampada. Su acceso es andando o en barco. Las normas de convivencia se basan en el respeto.

## Cine
En esta pequeña pedanía se grabó la película Los gallos de la madrugada en 1971, en la que intervinieron como protagonistas los actores Fernando Fernán Gómez y Concha Velasco. Fue grabada íntegramente en Las Negras. En 2004 también se rodó en esta barriada gran parte de la película Un día sin fin.

## Feria y fiestas
Las Fiestas Patronales son el 15 de agosto en Honor de Nuestra Señora de la Asunción, siendo típico el torneo de fútbol, el concurso de parchís, la chocolatada, los castillos de arena, los concursos de dibujo infantil, la carrera popular y la jarana.

## Comercios
Existen en el pueblo dos hoteles, un hostal, un camping y una variedad de bares y restaurantes abiertos todo el año que hacen que Las Negras tenga una vida nocturna importante con música en directo en muchos locales. También dispone de varias tiendas de ropa, parafarmacia y un centro de actividades de turismo activo como buceo, alquiler de kayaks y Paddle surf y excursiones en barco.

## Playas

### Acceso a la cala de San Pedro
Se puede acceder a la cala de San Pedro a pie (más o menos a una hora y media de Las Negras) o en barco (unos 6 euros por viaje). En el año 2011 la Consejería de Medio Ambiente de la Junta de Andalucía abrió un expediente al propietario de esta zona por el cobro para acceder mediante vehículo, ya que mediante vehículo no se puede acceder a la Cala.

### Playa de Las Negras

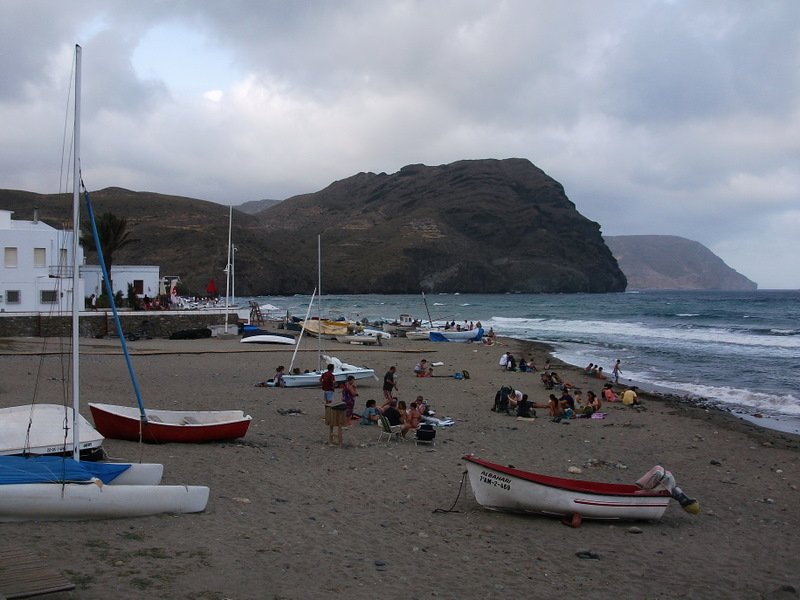
Playa de Las Negras en agosto de 2011.

Playa catalogada como Zona B4 en el PORN de 2008.
El asentamiento de Las Negras queda enmarcado entre el cabo conocido como “el Puntón” y el acantilado denominado “Cerro negro”. Las dos calitas que conforman la línea de costa de este pueblo están protegidas por una barrera natural de rocas, que recibe el nombre de “las Esperillas”, de modo que los fuertes temporales de levante quedan un poco suavizados por la presencia de dicha barrera. Esta formación sólo queda al descubierto con la bajamar.
En la falda del Cerro Negro hay otras calas vírgenes y cuevas, donde el submarinismo es más que recomendable: “Cala Hernández” o “la Piedra Colorá”.
Caminando hacia los límites más australes nos encontramos con el Peñón del Gitano y la Caleta del cuervo, donde podremos encontrar el Camping La Caleta.
Dentro de la fauna autóctona destacan los meros, las morenas y los pulpos. Las praderas de posidonias (Posidonia oceánica), cada vez más escasas, dan cobijo también a especies más pequeñas y algunas más raras como las nacras. Existe un centro de buceo, Buceo Las Negras, con salidas de buceo y excursiones en barco, para admirar los fondos marinos y la costa.